# August Antonín Josef z Lobkowicz
August Antonín Josef z Lobkowicz (německy August Anton Joseph von Lobkowitz, 21. září 1729 Praha – 28. ledna 1803 Praha) byl kníže z Lobkovic a 3. hlava mělnické sekundogenitury (1802–1803). V letech 1791–1803 zastával úřad nejvyššího maršálka Českého království a v roce 1792 mu byl udělen Řád zlatého rouna.

## Původ a kariéra
Narodil se jako syn Jana Jiřího Kristiána z Lobkowicz (1686–1753), vojevůdce a zakladatele lobkovické sekundogenitury, a jeho manželky Marie Jindřišky Karolíny z Waldsteinu (1702–1780). Jeho starší bratr Josef Maria Karel z Lobkowicz (1724–1802) nezanechal mužské potomky.
Studoval v Římě. Jako jeho bratři vstoupil do císařské armády. Bránil Habsburskou říši v době Sedmileté války. Jeho bratr Karel Adam (1719–1760) byl vážně zraněn v bitvě u Lovosic, Filip Josef (1732–1760) v bitvě u Lehnice. Nejmladší bratr Leopold (1734–1759) zemřel v Drážďanech. Sám August Antonín byl v bitvě u Lovosic 1. října 1760 zajat a muselo za něj být vyplaceno výkupné v hodnotě 300 vojáků. V armádě dosáhl hodnosti generála polního strážmistra. V roce 1771 odešel z vojska.
Následujícího roku byl Marií Terezií vyslán do Španělska jako zplnomocněný ministr u španělského královského dvora v Madridu, kam odjel i s manželkou a dětmi. Nevýhodou tohoto postu byly vysoké náklady. Setrval tam do léta 1776.
V letech 1784–1796 dohlížel z titulu spoluporučníka na dědictví prince Josefa Františka Maxmiliána z Lobkowicz z roudnické primogenitury.
V letech 1791–1803 zastával úřad nejvyššího maršálka Českého království. Za zásluhy mu byl 21. listopadu 1792 udělen Řád zlatého rouna (č. 836). Podporoval umění a vědu.
Zemřel 28. ledna 1803 v Praze, byl pohřben vedle své manželky na farním hřbitově v Hoříně a později byly jejich ostatky uloženy v rodové hrobce v Hoříně.

## Majetek
Jeho manželka přinesla jako věno panství Mělník, Byšice, Čečelice se zámkem Mělník a Hořín. Pokoje v Hoříně nechal kníže vyzdobit štuky. Dále zdědila po otci panství Drhovle, Čížová, Sedlice a palác na Malé Straně v Praze. Fakticky byla až do své smrti majitelkou Marie Ludmila a majetek po desetiletí spravovala její matka Isabela Marie (oprávněná administrátorka) do roku 1776, tedy do návratu rodiny ze Španělska. V roce 1783 tvořilo knížecí dvůr včetně šestičlenné rodiny 47 osob.

## Rodina
V zámecké kapli v Hoříně se 16. září 1753 na svátek svaté Ludmily oženil s Marií Ludmilou Czerninovou z Chudenic (21. 4. 1738 – 20. 6. 1790 Praha, pohřbena v Hoříně), dcerou Františka Antonína Czernina, (1710–1739) a jeho manželky Isabely Marie z Merode-Westerloo (1703–1780). Jemu bylo dvacet čtyři let, nevěstě pouhých patnáct let a pět měsíců. Svatby se zúčastnil i bratr císaře – vévoda Karel Lotrinský (1712–1780).
Manželům se narodilo 19 dětí, jen čtyři z nich se však dožily vyššího věku a jen tři přežily otce:
- 1. Marie Josefa (19. 6. 1754 – 22. 6. 1754)
- 2. Marie Josefa (30. 3. 1756 – 9. 8. 1793)
- 3. Kristián (25. 9. 1757 – 30. 5. 1759)
- 4. August (5. 10. 1758 – 13. 10. 1758)
- 5. Marie Isabela (14. 10. 1759 – 15. 3. 1761)
- 6. Marie Walburga (18. 8. 1760 – 19. 8. 1760)
- 7. Jan Václav (5. 8. 1761 – 26. 9. 1768)
- 8. František Antonín (11. 7. 1762 – 9. 10. 1762)
- 9. Anna Josefa (1763 – 6. 8. 1763)
- 10. Marie Karolína (9. 1. 1764 – 29. 9. 1768)
- 11. Ferdinand (16. 5. 1765 – 12. 11. 1768)
- 12. Marie Anna (9. 8. 1766 – 15. 11. 1768)
- 13. Marie Terezie Gabriela (13. 6.[1] nebo 13. 9.[9] 1767 – 1. 5. 1820, pohřbena v Lobkovické hrobce v Hoříně)
- 14. Marie (11. 1. 1769 – 2. 9. 1770)
- 15. Marie Eleonora Adalberta Caja (22. 4. 1770 Praha – 9. 11. 1834 Praha, pohřbena v Sýčině)[1]
  - ∞ (6. 6. 1791 Praha) Maxmilián Josef z Thurn-Taxisu (9. 5. 1769 – 15. 5. 1831 Praha[10] nebo Brusel[1])
- 16. Emanuel Felix (29. 6. 1771 – 13. 4. 1773)
- 17. Antonín Isidor (15. 3.[1] nebo 16. 12.[9][11] 1773 Madrid – 12. 6. 1819 Praha, pohřben v Hoříně)
  - ∞ (6. 6.[1][10] nebo 16. 6.[4] 1796 Inzersdorf u Vídně) Sidonie Kinská z Vchynic a Tetova (12. 2. 1779 – 26. 3. 1837)
- 18. Rosa de Lima (23. 6. 1775 – 7. 4. 1777)
- 19. Maria Ludecilla (19. 7. 1778 – 26. 3. 1779)